# Lobo (seriefigur)
Lobo är en amerikansk seriefigur skapad av Roger Slifer och Keith Giffen 1983. 

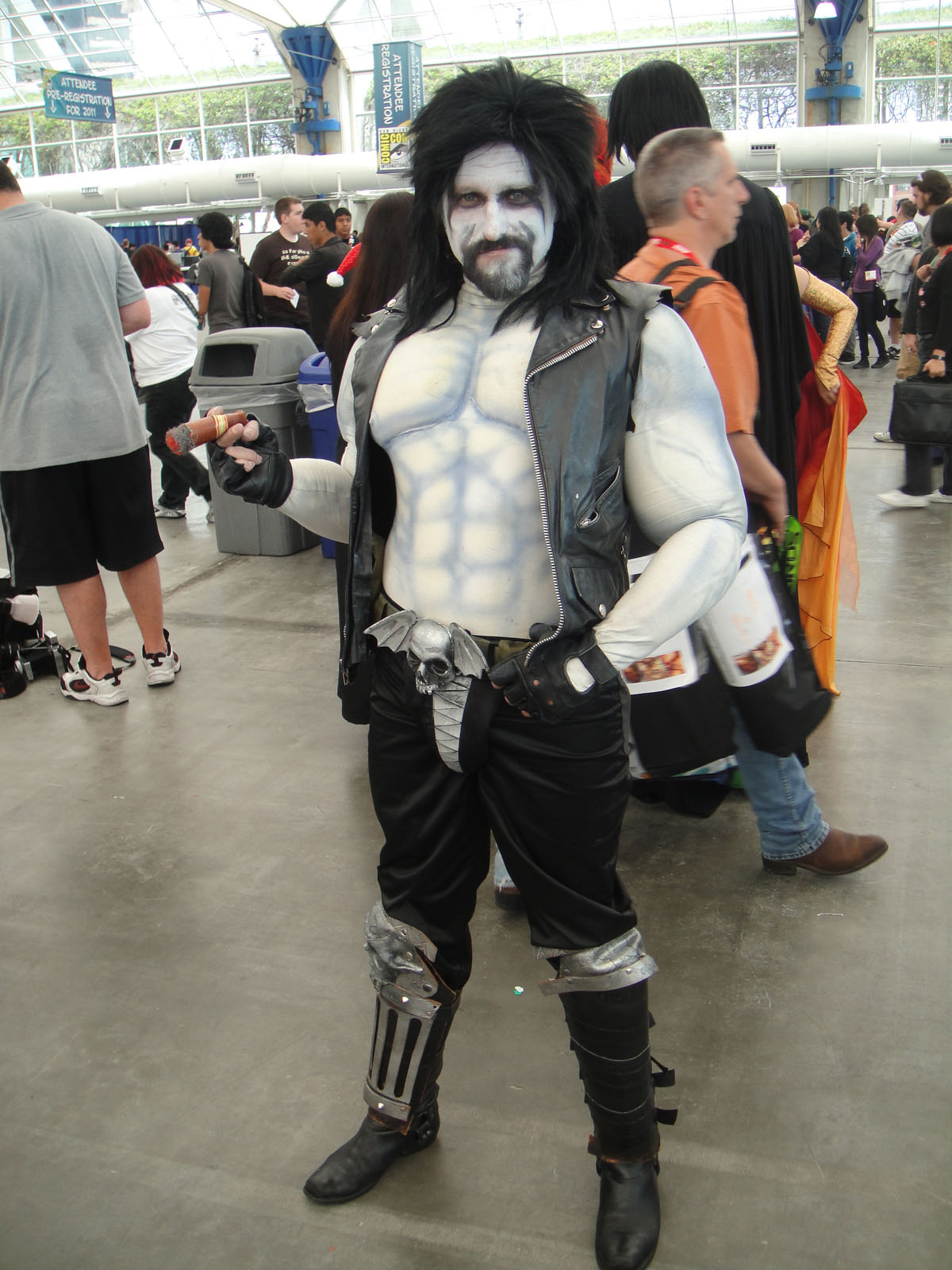
Lobo cosplayare

Lobo uppträdde först som en psykotisk bifigur i DC Comics Omega Men, men hamnade sedan i Giffens Justice League och L.E.G.I.O.N. där han blev så populär hos läsarna att han fick en egen miniserie Lobo 1990. Det extremt våldsamma manuset skrevs av Giffen och Alan Grant och illustrerades detaljerat av Simon Bisley. Därefter följde ett antal special- och miniserier med Lobo, och gästspel i de flesta DC-titlarna. År 1995 fick Lobo slutligen en reguljär egen tidning med nedtonat våld. Den reguljära tidningen lades ner 1999, men en ung kopia av Lobo figurerade ett tag i "Young Justice" tills Keith Giffen återvände till serien med Lobo Unbound 2003.
Serien har publicerats på svenska i L.E.G.I.O.N. och Lobo och Magnum Comics.

## Karaktär
Lobo är ett typiskt exempel på en antihjälte: han mördade hela befolkningen på sin planet för nöjes skull, men står ändå oftast på de godas sida vare sig han menar det eller inte. 
Lobo är en intergalaktisk prisjägare som färdas på en rymdchopper (ett rymdfordon som liknar en motorcykel) och gör vad som helst för pengar. Trots sin låga natur har han ett märkligt sinne för heder som gör att han alltid håller sina avtal, oavsett konsekvenserna för sig själv. (Till exempel var han länge med i rymdpolisstyrkan L.E.G.I.O.N. för att hans heder bjöd honom till detta.) 
Lobo har få vänner – ofta för att han valt att inkassera prispengarna på dem eller för att han råkat döda dem när han var full eller arg. Hans ända ömma punkt är rymddelfinerna som han matar och vårdar. Ibland har han också sällskap av en hund.